# Cangyuan
Cangyuan är ett autonomt härad för wa-folket som lyder under Lincangs stad på prefekturnivå i Yunnan-provinsen i sydvästra Kina.